# Oedothorax
Oedothorax is een geslacht van spinnen uit de familie hangmatspinnen (Linyphiidae).

## Soorten
De volgende soorten zijn bij het geslacht ingedeeld:
- Oedothorax agrestis (Blackwall, 1853)
  - Oedothorax agrestis longipes (Simon, 1884)
- Oedothorax alascensis (Banks, 1900)
- Oedothorax angelus Tanasevitch, 1998
- Oedothorax annulatus Wunderlich, 1974
- Oedothorax apicatus (Blackwall, 1850)
- Oedothorax asocialis Wunderlich, 1974
- Oedothorax assuetus Tanasevitch, 1998
- Oedothorax banksi Strand, 1906
- Oedothorax brevipalpus (Banks, 1901)
- Oedothorax caporiaccoi Roewer, 1942
- Oedothorax cascadeus Chamberlin, 1949
- Oedothorax clypeellum Tanasevitch, 1998
- Oedothorax collinus Ma & Zhu, 1991
- Oedothorax coronatus Tanasevitch, 1998
- Oedothorax dismodicoides Wunderlich, 1974
- Oedothorax elongatus Wunderlich, 1974
- Oedothorax esyunini Zhang, Zhang & Yu, 2003
- Oedothorax falcifer Tanasevitch, 1998
- Oedothorax fuegianus (Simon, 1902)
- Oedothorax fuscus (Blackwall, 1834)
- Oedothorax gibbifer (Kulczyński, 1882)
- Oedothorax gibbosus (Blackwall, 1841)
- Oedothorax globiceps Thaler, 1987
- Oedothorax hirsutus Wunderlich, 1974
- Oedothorax holmi Wunderlich, 1978
- Oedothorax howardi Petrunkevitch, 1925
- Oedothorax hulongensis Zhu & Wen, 1980
- Oedothorax insignis (Bösenberg, 1902)
- Oedothorax insulanus Paik, 1980
- Oedothorax japonicus Kishida, 1910
- Oedothorax latitibialis Bosmans, 1988
- Oedothorax legrandi Jocqué, 1985
- Oedothorax limatus Crosby, 1905
- Oedothorax lineatus Wunderlich, 1974
- Oedothorax longiductus Bosmans, 1988
- Oedothorax lucidus Wunderlich, 1974
- Oedothorax macrophthalmus Locket & Russell-Smith, 1980
- Oedothorax malearmatus Tanasevitch, 1998
- Oedothorax maximus (Emerton, 1882)
- Oedothorax meridionalis Tanasevitch, 1987
- Oedothorax modestus Tanasevitch, 1998
- Oedothorax mongolensis (Heimer, 1987)
- Oedothorax monoceros Miller, 1970
- Oedothorax montifer (Emerton, 1882)
- Oedothorax muscicola Bosmans, 1988
- Oedothorax nazareti Scharff, 1989
- Oedothorax pallidus (Bösenberg, 1902)
- Oedothorax paludigena Simon, 1926
- Oedothorax pilosus Wunderlich, 1978
- Oedothorax retusus (Westring, 1851)
- Oedothorax savigniformis Tanasevitch, 1998
- Oedothorax seminolus Ivie & Barrows, 1935
- Oedothorax sexmaculatus Saito & Ono, 2001
- Oedothorax sexoculatus Wunderlich, 1974
- Oedothorax sexoculorum Tanasevitch, 1998
- Oedothorax simplicithorax Tanasevitch, 1998
- Oedothorax subniger (Bösenberg, 1902)
- Oedothorax tener (Bösenberg, 1902)
- Oedothorax tholusus Tanasevitch, 1998
- Oedothorax tingitanus (Simon, 1884)
- Oedothorax trilineatus Saito, 1934
- Oedothorax trilobatus (Banks, 1896)
- Oedothorax unicolor Wunderlich, 1974
- Oedothorax usitatus Jocqué & Scharff, 1986